# Microrégion d'Araguaína
La microrégion d'Araguaína est l'une des cinq microrégions qui subdivisent l'ouest de l'État du Tocantins au Brésil.
Elle comporte 17 municipalités qui regroupaient 286 178 habitants en 2012 pour une superficie totale de 26 493 km².

## Municipalités[1]
- Aragominas
- Araguaína
- Araguanã
- Arapoema
- Babaçulândia
- Bandeirantes do Tocantins
- Carmolândia
- Colinas do Tocantins
- Filadélfia
- Muricilândia
- Nova Olinda
- Palmeirante
- Pau d'Arco
- Piraquê
- Santa Fé do Araguaia
- Wanderlândia
- Xambioá